# 스티브 앤틴

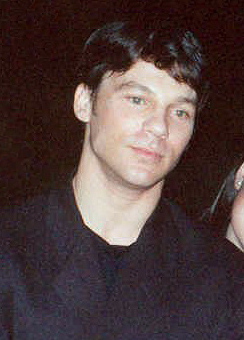

스티브 앤틴(Steve Antin, 1958년 4월 19일 ~ )은 미국의 배우, 각본가, 텔레비전 배우, 영화 프로듀서, 영화 감독, 스턴트 배우이다.
퀸스에서 태어났다.

## 영화
- 프라우드 메리 (2018년)
- 버레스크 (2010년)
- 글래스하우스2 (2006년)
- 체이싱 파피 (2003년)
- 글로리아 (1999년)
- 이별 파티 (1996년)
- SFW (1994년)
- 인사이드 몽키 제터랜드 (1992년)
- 내전 (1991년)
- 서바이벌 퀘스트 (1989년)
- 베트남 최후의 날 (1989년)
- 피고인 (1988년) - 봅 조이너 역
- 구니스 (1985년)
- 라스트 버진 (1982년)